# Опроая
Опроая (рум. Oproaia) — село у повіті Ясси в Румунії. Входить до складу комуни Цибана.
Село розташоване на відстані 296 км на північ від Бухареста, 27 км на південний захід від Ясс.

## Населення
За даними перепису населення 2002 року у селі проживали 204 особи, усі — румуни. Усі жителі села рідною мовою назвали румунську.